# Guðmundur Böðvarsson
Guðmundur Böðvarsson (* 1. September 1904 in Kirkjuból; † 13. April 1974 in Reykjavík) war ein isländischer Dichter und Übersetzer.

## Leben
Guðmundur war der Sohn eines Bauern. Auch er selbst war zunächst als Landwirt tätig. Von 1959 bis 1962 arbeitete er in der Bibliothek von Hafnarfjörður. Guðmundur verfasste Erzählungen und Gedichte.

## Werke

### Gedichtbände
- Kyssti mig sól (1936, Mich küsste die Sonne)
- Hin hvítu skip (1939, Die weißen Schiffe)
- Álfar kvöldsins (1941, Die Elfen des Abends)
- Undir óttunnar himni (1944, Unter dem Himmel der Furcht)
- Kristallinn í hylnum (1952, Der Kristall in der Tiefe)
- Kvæðasafn (1956, Gesammelte Gedichte)
- Minn guð og þinn (1960, Mein Gott und deiner)
- Saltkorn í mold I/II (1962/1965, Salzkorn in der Mulde)
- Landsvísur (1963, Landgedichte)
- Hríðarspor (1965, Sturmspur)
- Innan hringsins (1969, Im Kreis)
- Þjóðhátíðaljóð (1974)

- Dante Alighieri: tólf kviður úr Gleðileiknum guðdómlega / La Divina Commedia (1968, Zwölf Gesänge aus der Göttlichen Komödie, Nachdichtung)

### Erzählungen
- Dyr í vegginn (1958, Eine Tür in der Wand)

### Werkausgabe

#### Erzählungen
- Safnrit I. Línur upp og niður: Atreifur og aðrir fuglar (1971, Schau nach oben und nach unten: Atreifus und andere Vögel)
- Safnrit II. Línur upp og niður: Konan sem lá úti (1972, Die Frau, die da lag)
- Safnrit III.Línur upp og niður:,,- og fjaðrirnar fjórar” (1973, --- und vier Federn)

#### Gedichte
- Safnrit IV. Ljóðasafn I (1974, Gesammelte Gedichte)
- Safnrit V. Ljóðasafn II (1975)
- Safnrit VI. Ljóðasafn III (1976)
- Safnrit VII. Ljóðasafn IV (1976)

## Weiterführende Literatur
- Silja Aðalsteinsdóttir: Skáldið sem sólin kyssti. Ævisaga Guðmundar Böðvarssonar. Hörpuútgáfan, Reykjavík 1994[1]